# Macrothemis hosanai
Macrothemis hosanai är en trollsländeart som beskrevs av Santos 1967. Macrothemis hosanai ingår i släktet Macrothemis och familjen segeltrollsländor. Inga underarter finns listade i Catalogue of Life.